# Ратушна площа (Таллінн)
Ратушна площа (ест. Raekoja plats) — міська площа перед Талліннською ратушею (ест. Raekoda) у центрі Старого Таллінна, столиці Естонії.
Площа є місцем проведення фестивалів та концертів, таких як Дні Старого міста (ест. Tallinna Vanalinna Päevad).
Поблизу площі розташовані кілька барів та ресторанів.
На Ратушній площі розташована єдина точка, з якої видно 5 основних шпилів Старого Таллінна: ратушу, церкву Святого Миколая, Домський собор, церкву Святого Духа та церкву Святого Олафа . Вважають, що якщо стати на плиту із зображенням рози вітрів, розташовану в центрі площі, і побачити всі шпилі, то можна загадати будь-яке бажання — воно обов'язково збудеться.

## Історія

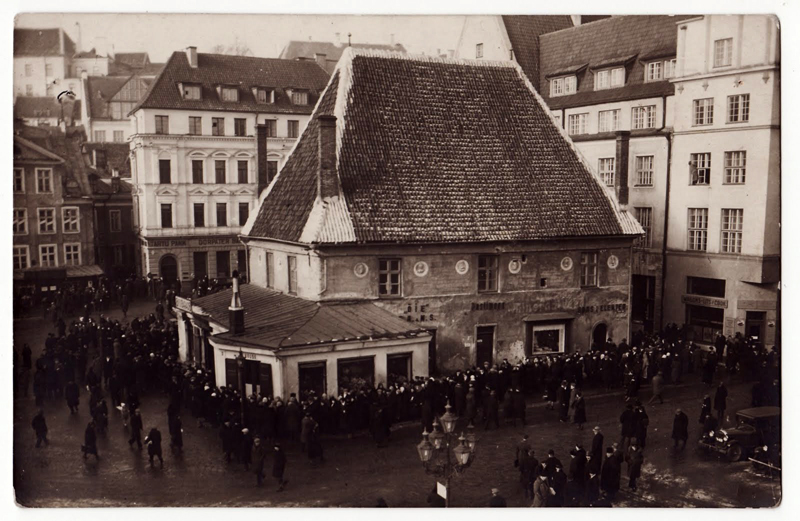
Вагарня (згоріла 1944 року)

Площа складалася як архітектурний ансамбль від XIV до XX століття.
Найвизначніша будівля площі — Ратуша — свого зовнішнього вигляду й розмірів набула в 1401—1404 роках. Будівлю ратуші охороняє держава; також на площі охороняється будівля аптеки магістрату, зведена в XV столітті.
У роки Німецько-радянської війни зруйновано будівлю вагарні, що стояла на площі і ділила її на дві частини

## Забудова
- Будинок 1 — Талліннська ратуша, пам'ятка культури[4].
- Будинок 5 — колишній житловий будинок, у нинішньому вигляді зведений 1849 року, реконструйований наприкінці 1990-х років. Виразна будівля у стилі раннього класицизму. Нині в будівлі працює ресторан. 1997 року фасади будинку внесено в Естонський Державний регістр пам'яток культури[5].
- Будинок 8 — «Будинок Єгорова» (повна адреса: Raekoja plats 8 / Mündi tänav 3 / Pikk tänav 12 / Kinga tänav 6). Купець Іван Єгоров купив його 1918 року в старійшини Великої гільдії, бургомістра Ревеля Карла-Еберхарда Різенкампфа[ru][6][7].
- Будинок 11 — ратушна аптека, пам'ятка культури[8].
- Будинок 15 — колишня ратушна канцелярія (нині — ресторан «Трійка»[9]). Перша згадка про будівлю ратушної канцелярії відноситься до 1378 року. Нинішню будівлю зведено в 1432—1434 роках, 1914 року здійснено її широку перебудову. 1972 року в ході пристосування будівлі під конторські приміщення кіностудії «Eesti Reklaamfilm» цокольний поверх упорядковано, його використовували як павільйон для знімань. Пам'ятка культури від 1997 року[10].
- Будинок 16 — житловий будинок, побудований, імовірно, в XV столітті, перебудований на початку XIX століття. Приклад середньовічного будинку з типовим основним планом diele-dornse у Старому місті Таллінна. Внутрішнє планування неодноразово змінювалося. 1979 року будинок пристосовано для конторських приміщень кіностудії «Eesti Reklaamfilm». 1997 року фасад будівлі внесено в Естонський Державний регістр пам'яток культури[11].
- Будинок 17 — житловий будинок XVIII століття, зразок будівлі в стилі раннього класицизму в Старому місті Таллінна. У 1980-х роках повністю перебудовано інтер'єри. На першому поверсі розташовано комерційні приміщення. 1997 року фасад будівлі внесено в Естонський Державний регістр пам'яток культури[12].
- Будинок 18 — «Будинок Гопнера[et]». Названо так за ім'ям власника Йогана Гопнера (Johan Höppener (Hoeppener)), який 1665 року об'єднав чотири розташовані тут володіння в одне. Входить до комплексу, що складається із трьох будівель. Сучасного вигляду набув наприкінці XVII століття. Пам'ятка культури від 1997 року[13].

## Галерея

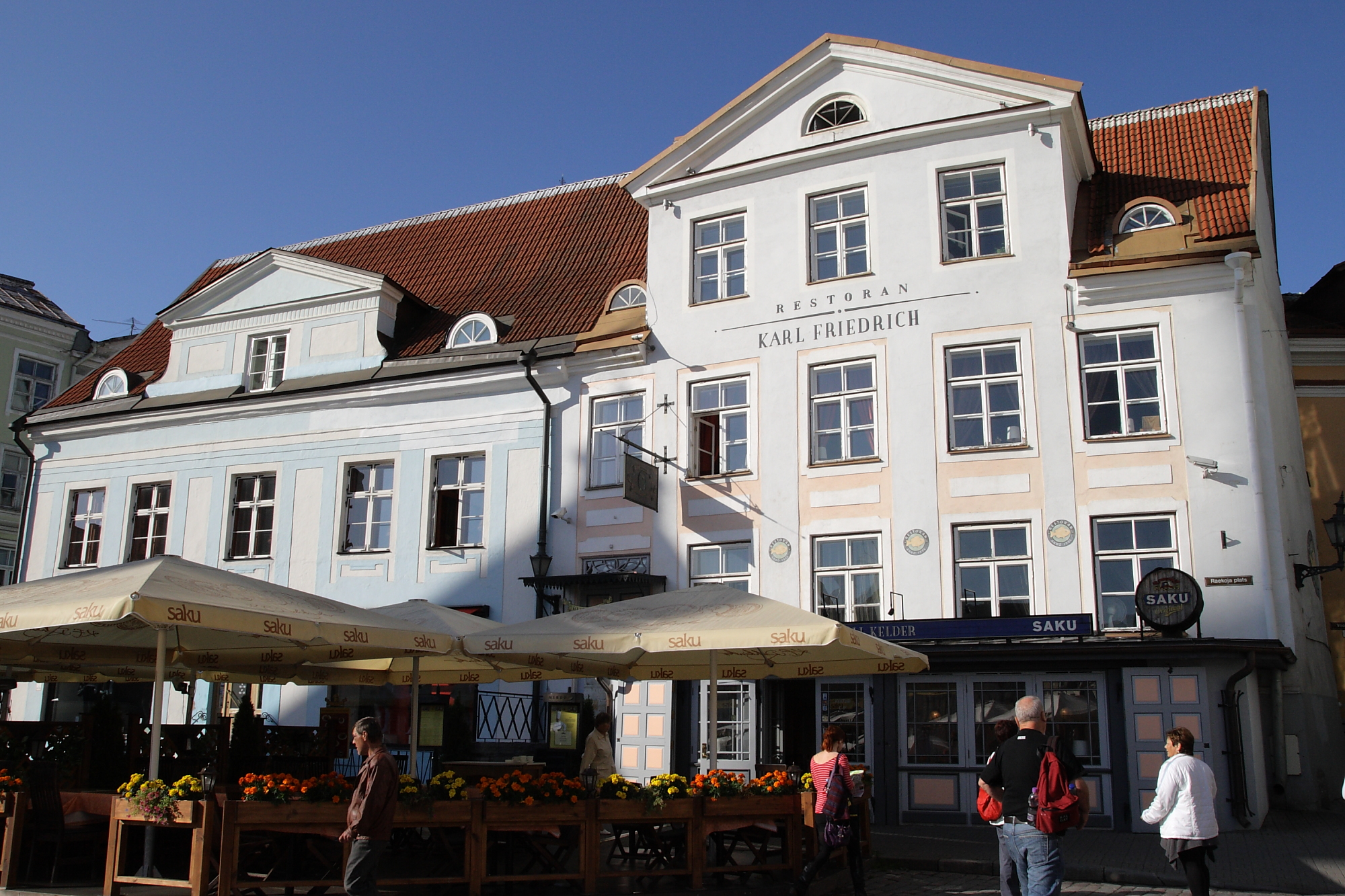
Буд. 5
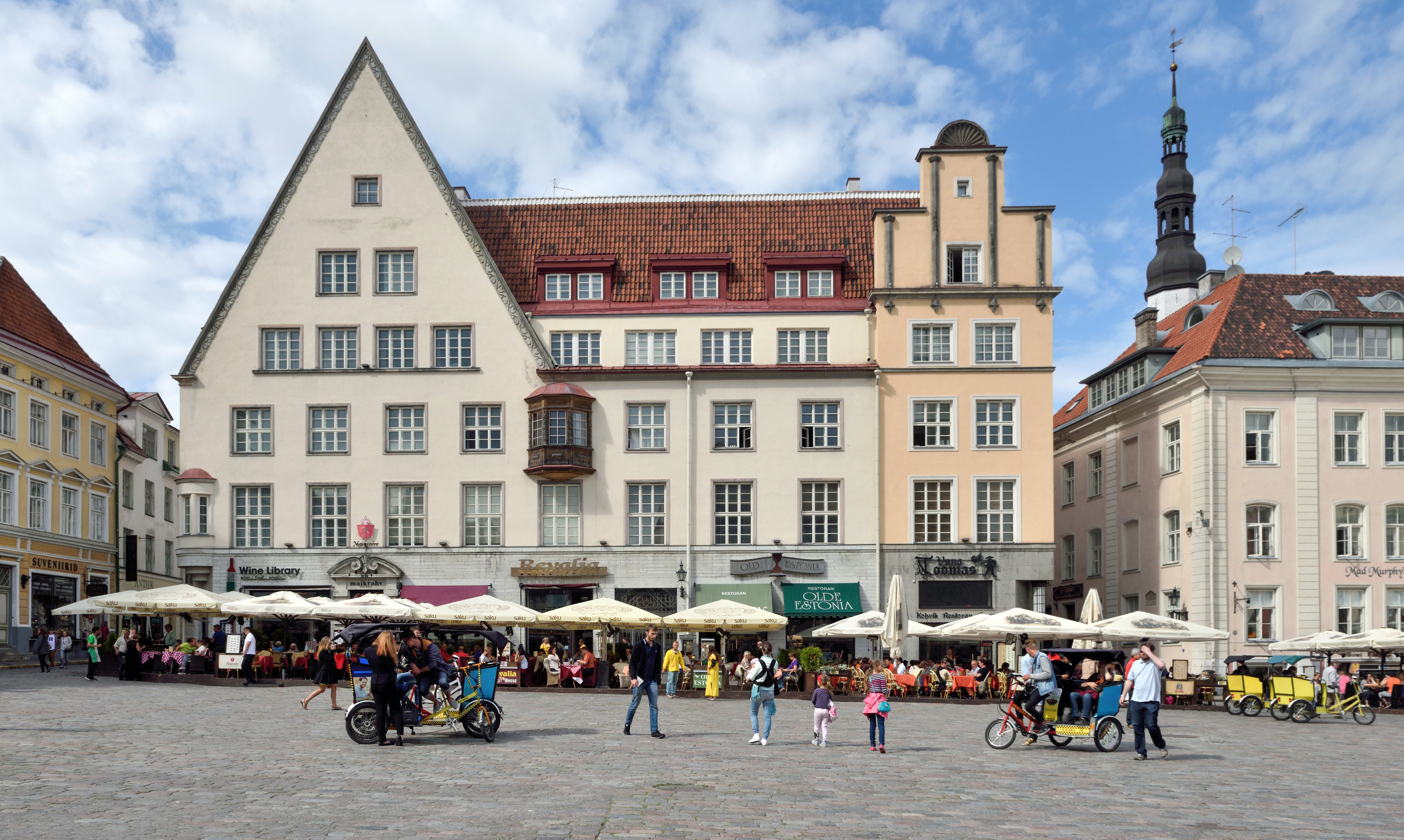
Буд. 8
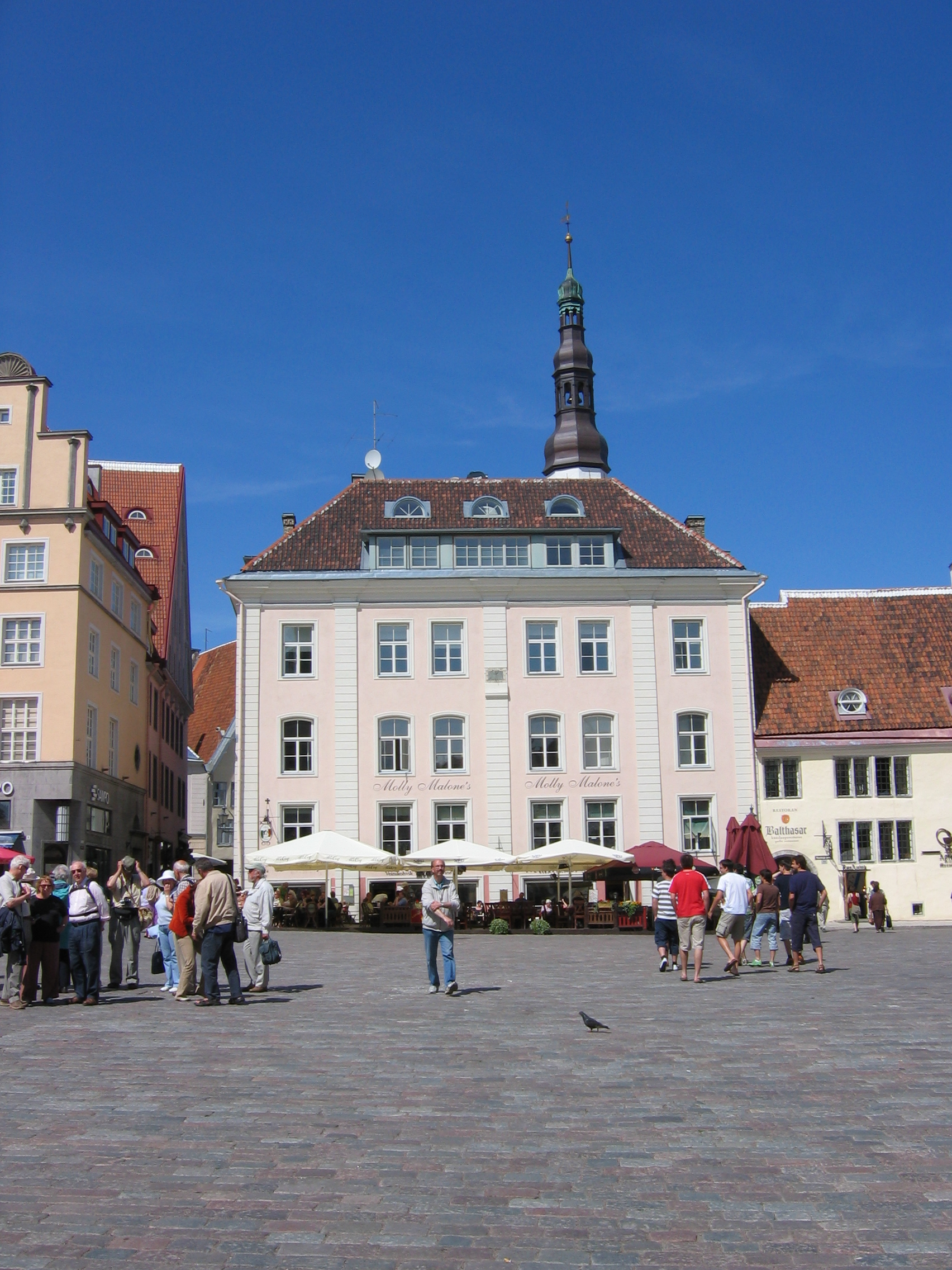
Буд. 10 - паб Molly Malone's
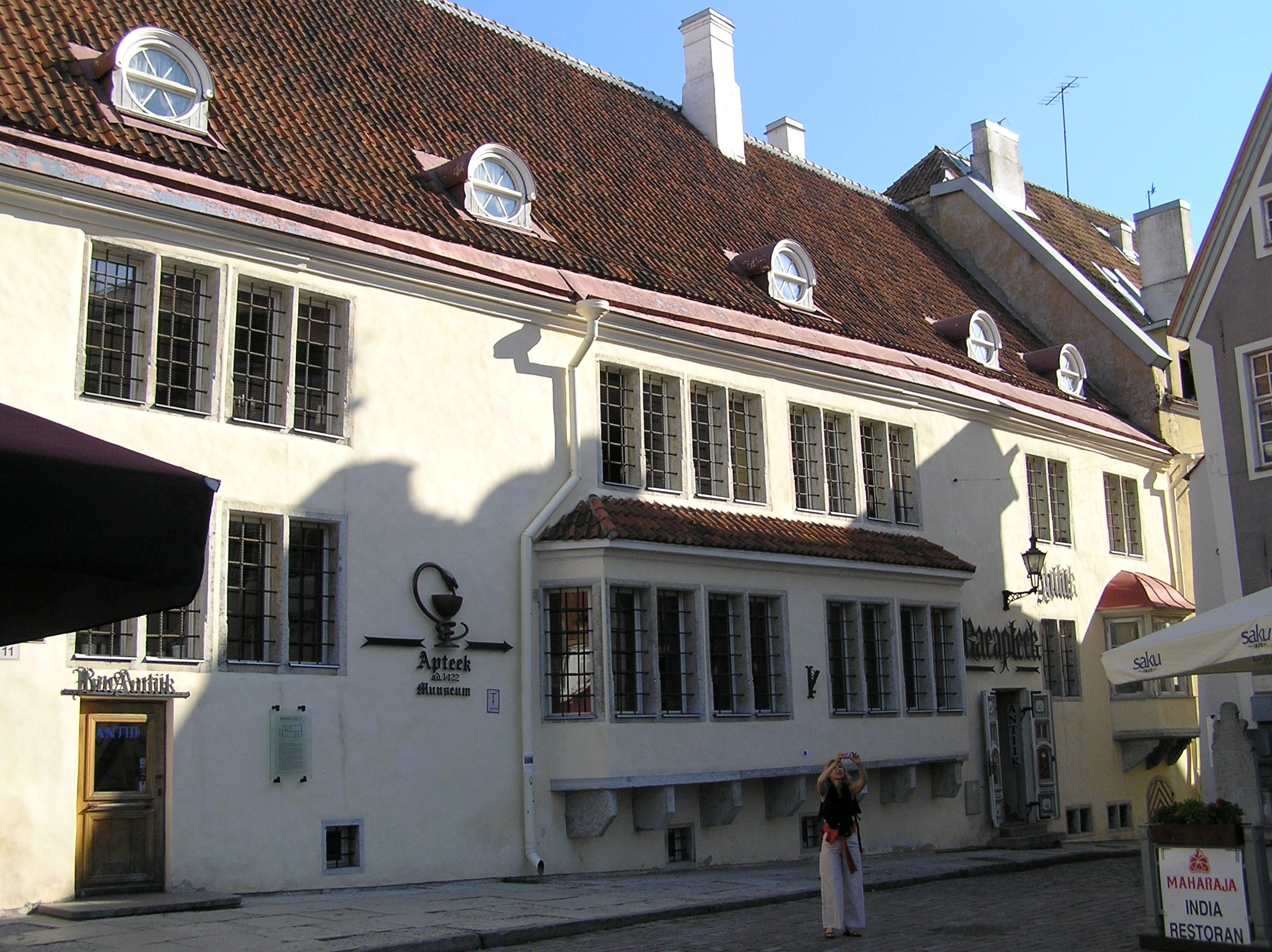
Буд. 11 - ратушна аптека
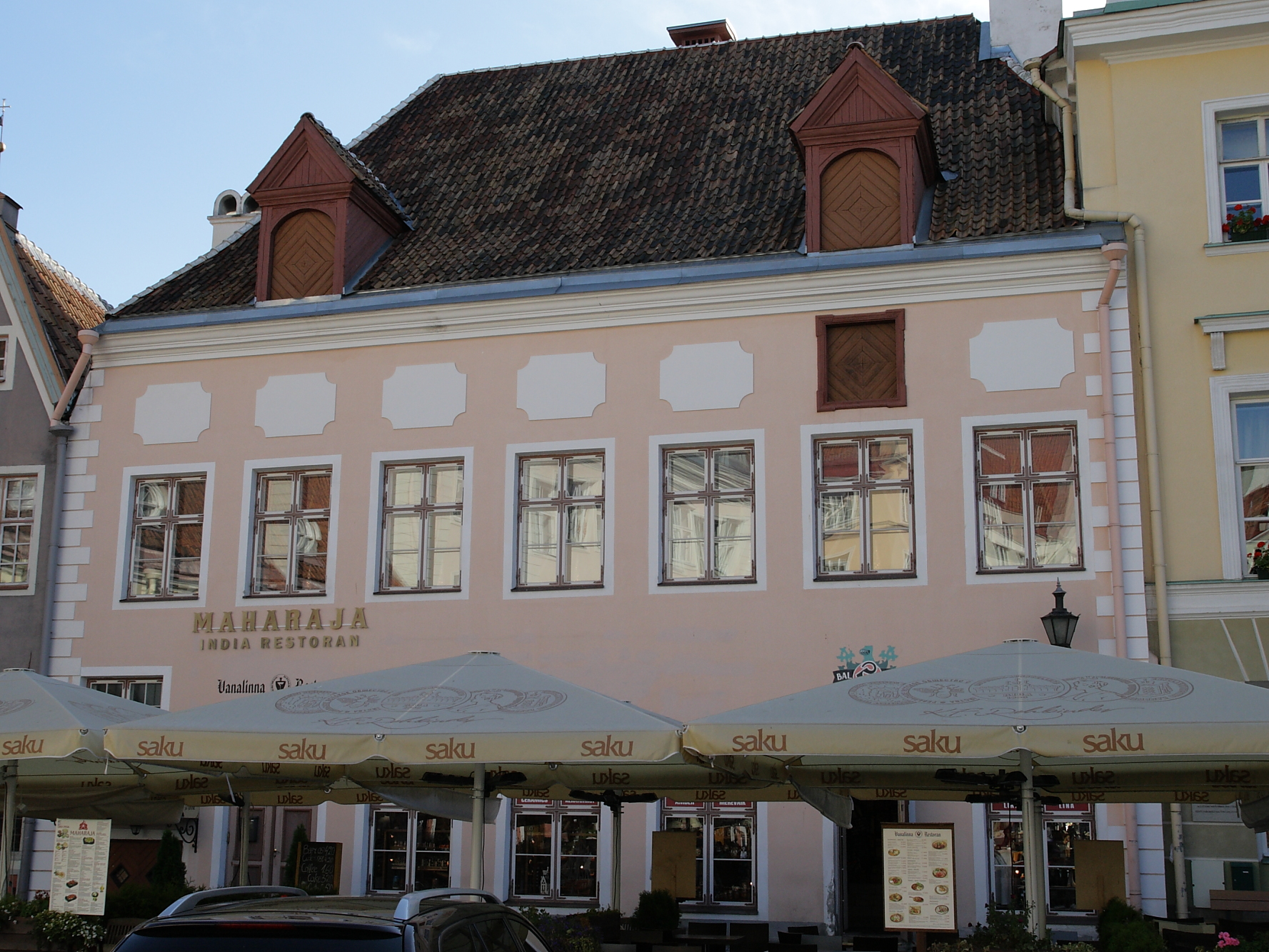
Буд. 13
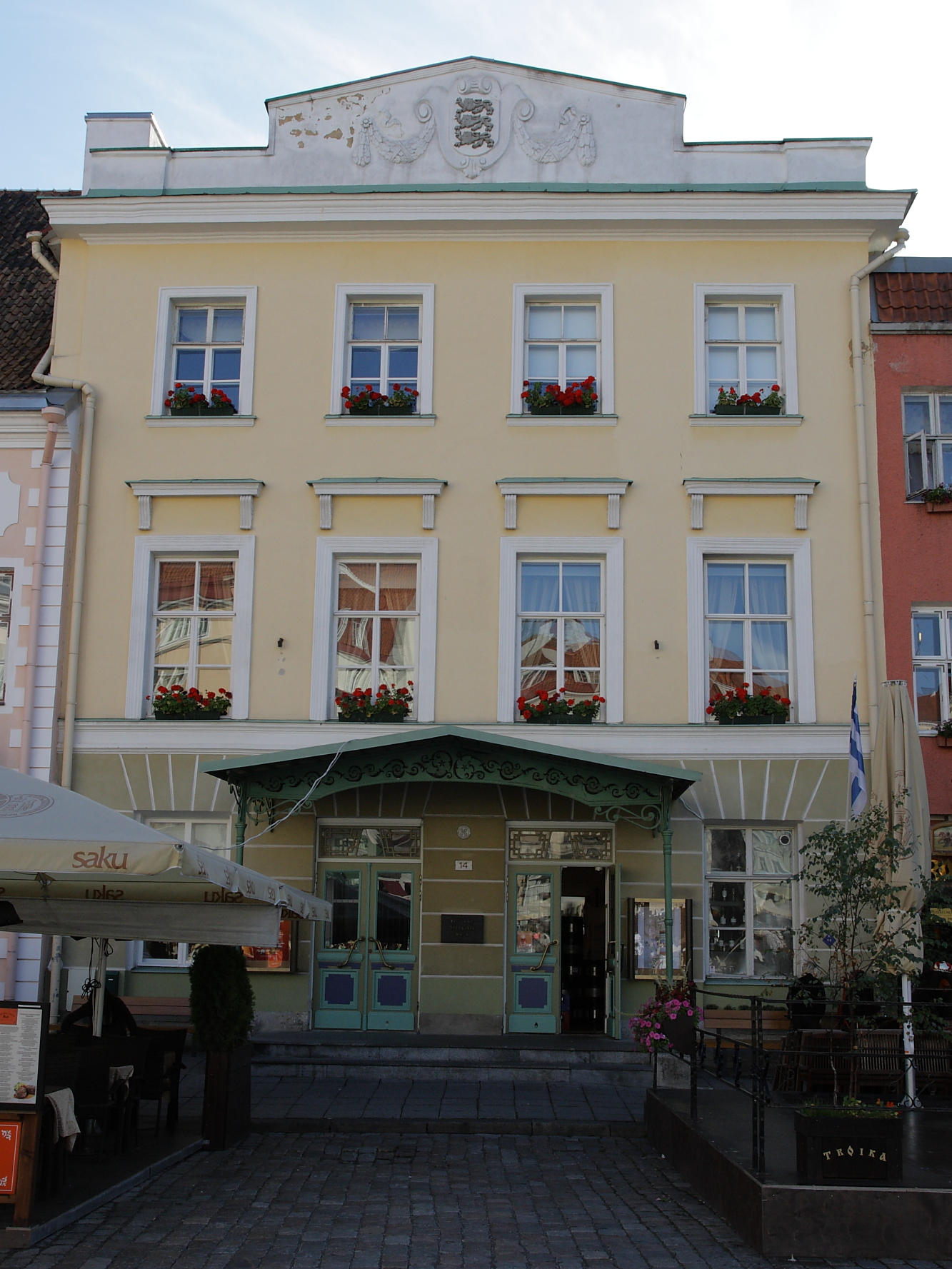
Буд. 14
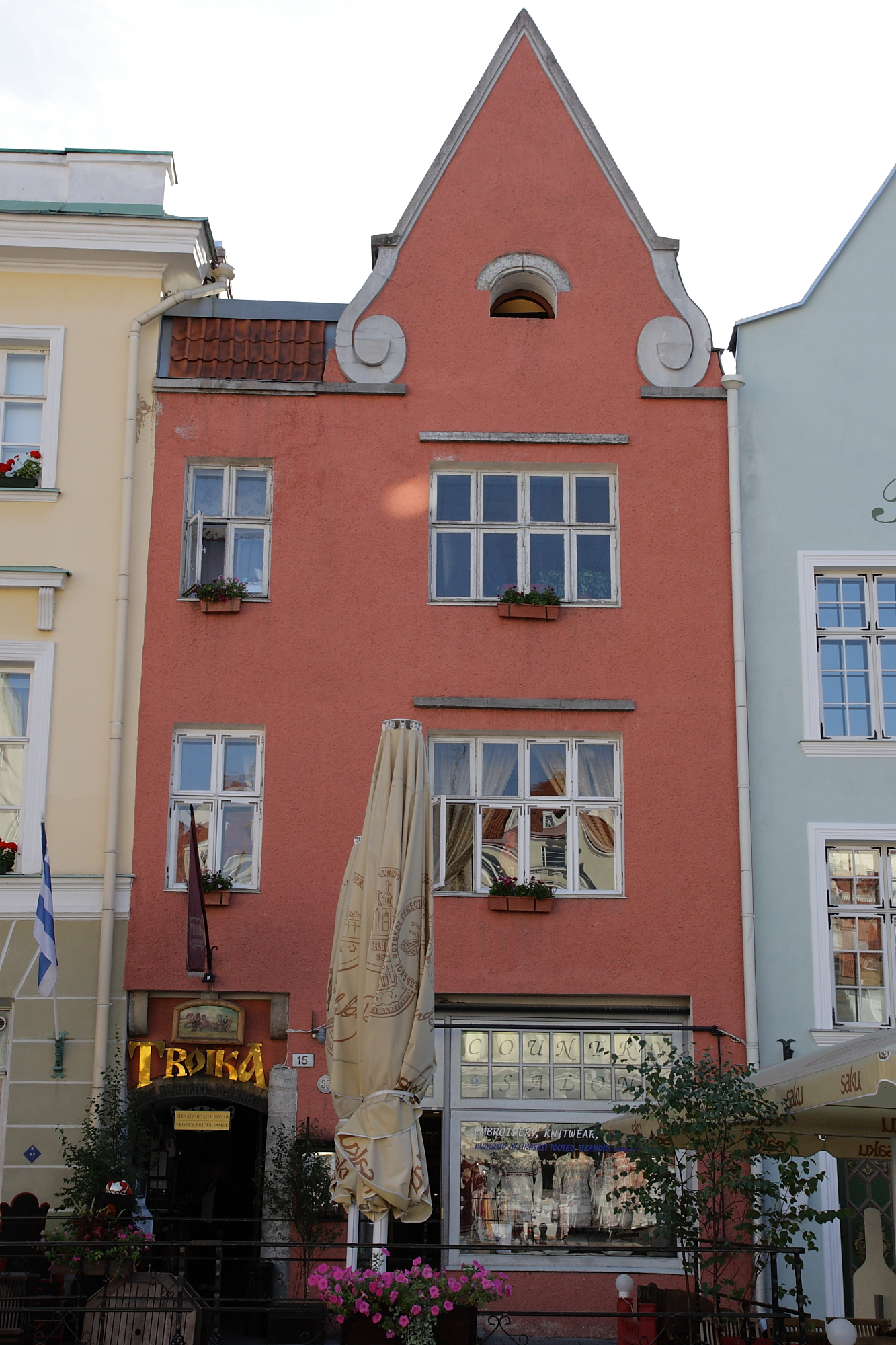
Буд. 15
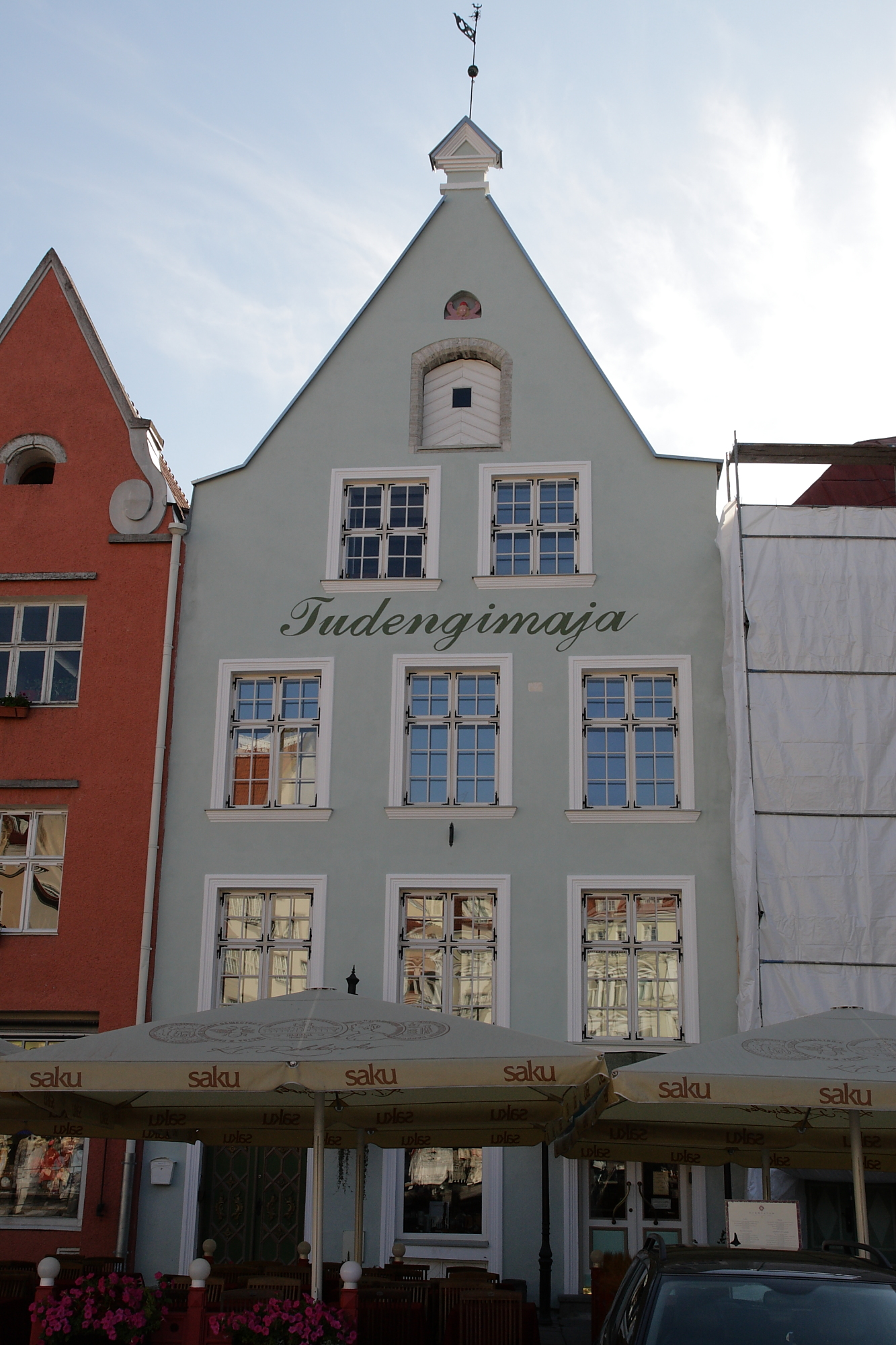
Буд. 16
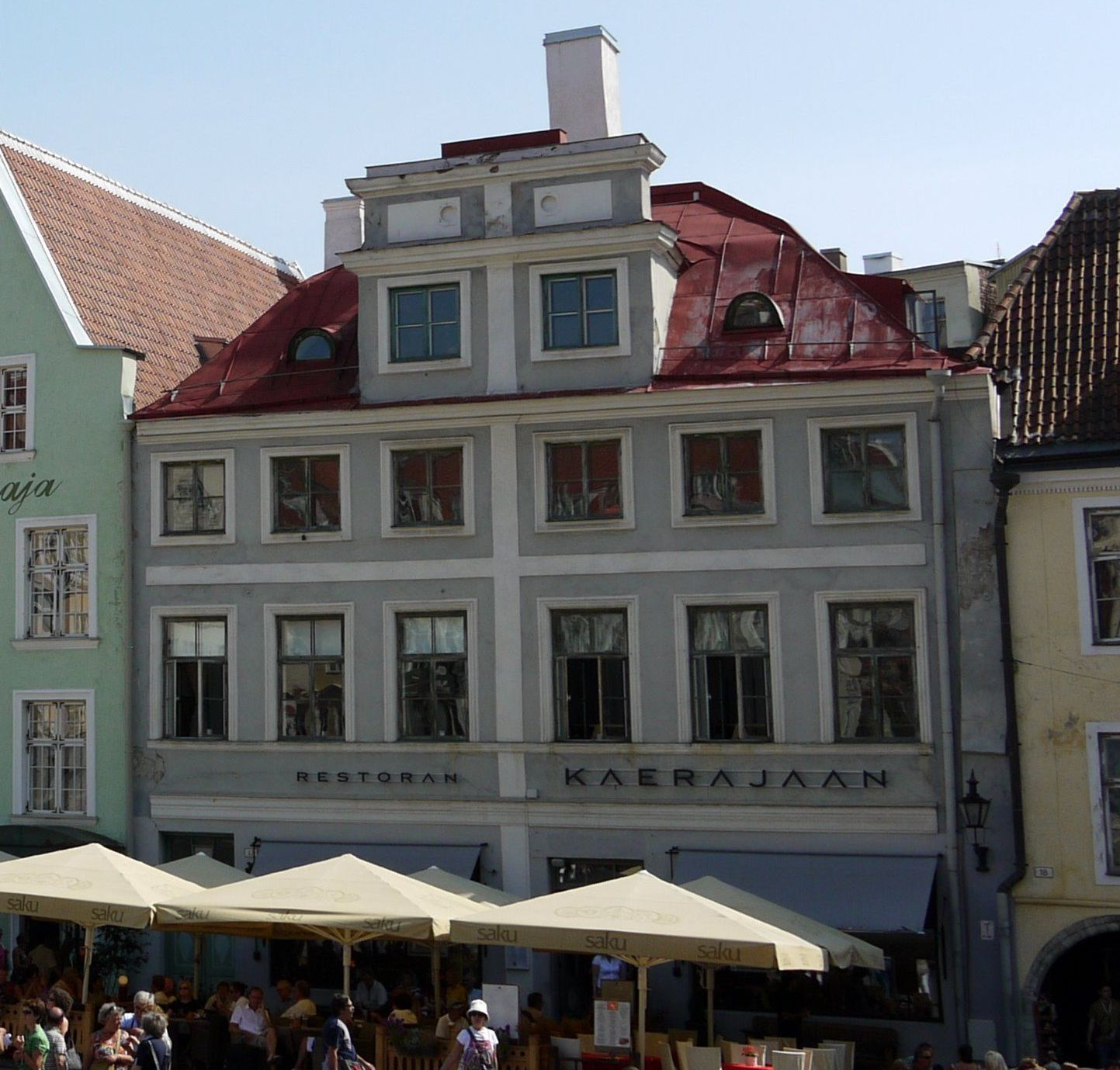
Буд. 17
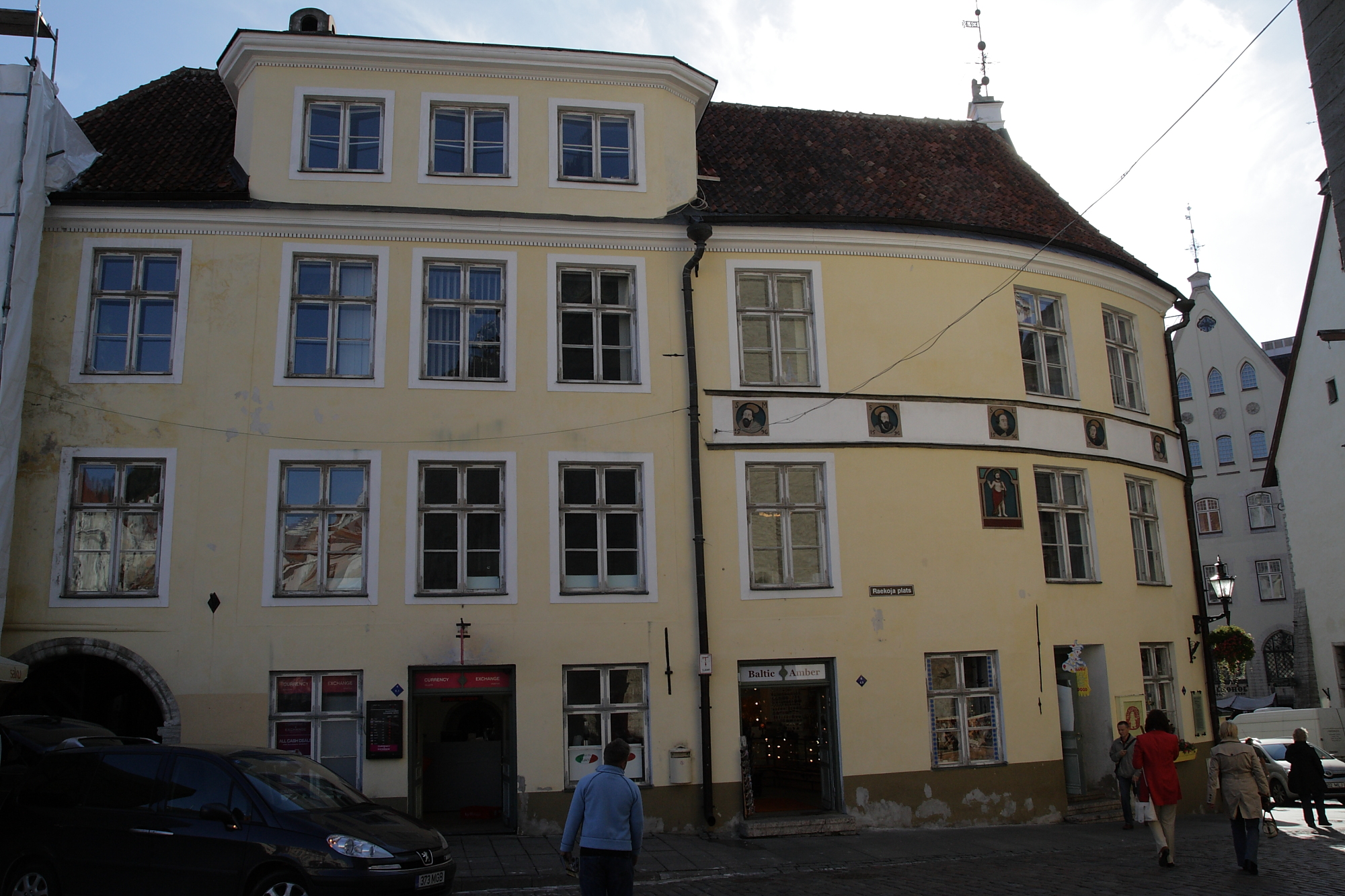
Буд. 18